# Daniel Droixhe
 (décembre 2016).
Si vous disposez d'ouvrages ou d'articles de référence ou si vous connaissez des sites web de qualité traitant du thème abordé ici, merci de compléter l'article en donnant les références utiles à sa vérifiabilité et en les liant à la section « Notes et références ».
Daniel Droixhe, né à Herstal le 26 avril 1946, est un académicien et linguiste belge et un militant wallon.

## Biographie
Licencié en philologie romane de l'université de Liège, il découvre Michel Foucault. En 1974, il défend une thèse de doctorat intitulée La linguistique et l'appel de l'histoire (1600-1800) dont le sous-titre explicite le propos Rationalisme et révolutions positivistes (Droz, Paris, 1978) :  il crée dans la foulée la Société d'histoire et d'épistémologie des sciences du langage.
Conservateur-adjoint au Musée de la vie wallonne, puis chargé de cours à l'Université de Liège, c'est à l'Université libre de Bruxelles qu'il commence à enseigner la langue régionale wallonne, l'histoire du français et de la linguistique.
Il enseigne également à Bochum, à Paris (École pratique des hautes études et École des hautes études en sciences sociales). Il est professeur invité à l'Université de Poitiers (2007-2008). Il  rédige l'article  Französisch – Externe Sprachgeschichte du Lexicon der romanistischen Linguistik. Mais il continue à enseigner le wallon, ce qui fit dire à Marc Wilmet lors de sa réception à l'Académie royale de langue et de littérature françaises le 13 juin 1998 que le récipiendaire va sans cesse de l'ici à l'ailleurs ou du particulier à l'universel.
Il a signé le deuxième manifeste wallon de 2003 demandant que toutes les compétences de la Communauté française de Belgique soient exercées conjointement par la Région wallonne et la Région de Bruxelles-Capitale.

### Elmore D
Daniel Droixhe est par ailleurs connu sous le nom d'Elmore D, en tant qu'auteur-compositeur, interprète et guitariste de blues. Le nom d'Elmore D est une référence à Elmore James dont le style de slide guitar l'a beaucoup inspiré au début de sa carrière musicale. Plus récemment, son style s'est développé sous l'influence d'artistes tels que Tampa Red ou Memphis Minnie. Après une longue expérience de concerts relativement informels, il a commencé à enregistrer en 1997 en collaboration avec différents musiciens issus de la scène blues anversoise centrée autour du café-concert Crossroads. Bien qu'Elmore D chante principalement en anglais, quelques-unes de ses compositions sont écrites en wallon. Sa discographie comporte 6 albums : Basse-Moûse Blues (Douces mesures, 1997), Saturday Night Rub (Frémeaux & assoc., 2000), Elmore D. Live (Pacific Blues Records, 2004), Tot k'mahî (Naked Productions, 2005), Grandiveûs (Douces Mesures 3, 2008) et Back to Hèsta (Frémeaux & Associés, 2013). En juillet 2015, l'Intégrale cåzî complète  de l'œuvre d'Elmore D. en cinq CD a paru chez Frémeaux & Associés.